# Capucin des Maoke
Lonchura montana
Espèce
Statut de conservation UICN

 LC  : Préoccupation mineure
Le Capucin des Maoke (Lonchura montana) est une espèce de passereau appartenant à la famille des Estrildidae.

## Description
Les deux sexes sont semblables avec un plumage brun foncé, la face noir, la poitrine chamois et ventre blanc barré de noir. Le jeune a le bec noir, un plumage brun foncé et le dessous blanc-chamois.

## Répartition
Il est endémique à la chaîne de Sudirman en Nouvelle-Guinée occidentale.

## Habitat
Il habite les prairies d'altitude.

## Comportement
Il vit souvent en bandes de 6 à 20 individus.

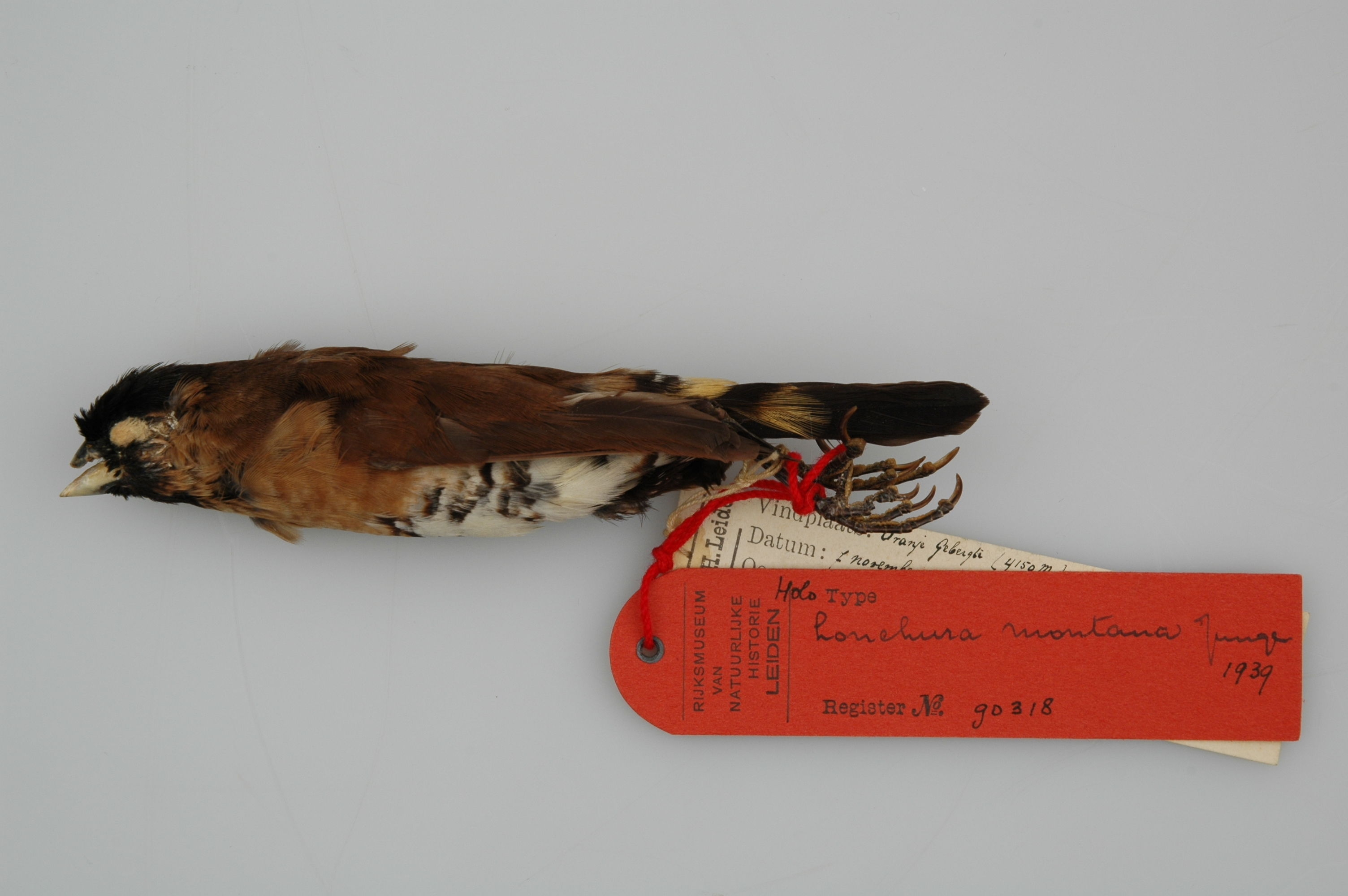

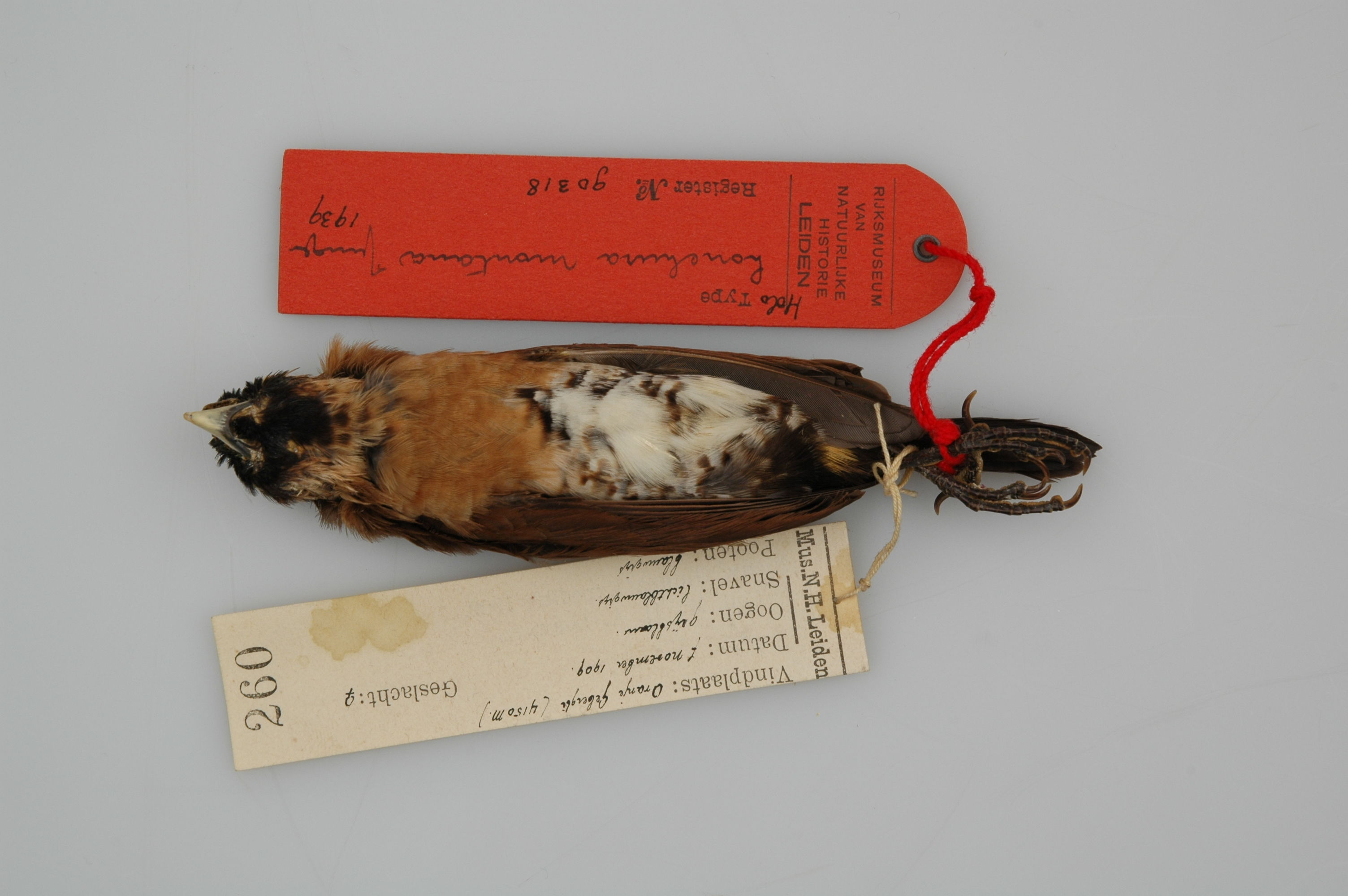

## Alimentation
Il se nourrit de graines, d'herbes et autres végétaux.